# Esther Chávez
Esther Chávez Constantino  (Lima, 6 de enero de 1928-Miami, 19 de noviembre de 2018) fue una reconocida actriz peruana.

## Biografía
Esther Chávez vivió en Lima, y desde niña se sentía atraída por el mundo del arte. Con su hermana se presentaba a cantar y bailar en los restaurantes, y su madrina le inculco el gusto por la actuación al concurrir a diversos teatros.
Se casó joven y tuvo dos hijos.

## Carrera
Su ingreso a la actuación se daría de manera sorpresiva cuando un director teatral, la conoció en la iglesia y le propuso actuar en la obra de teatro del santo San Martín de Porres. 
En 1962 fue la elegida para interpretar a mamá Dolores en la exitosa telenovela El derecho de nacer, siguiendo con innumerables obras de teatro como Ña-Catita.
Su rostro sería parte de un exitoso spot publicitario del recordado detergente Ña Pancha.
En los años 70 fue parte de exitosos programas de comedia como El disloque de 1972 y La tuerca de 1975, y participó en La peña Ferrando de 1979.
En el teatro la obra Reina por un día en 1980 y Papito piernas largas, o la exitosa Doña Flor y sus dos maridos de 1983. Para 1984 daría vida a la divertida y ocurrente Niñera Fermina en la telenovela Carmín, un personaje que le traería gratas satisfacciones. La telenovela de época de 1986, Matalache donde encarnaría a una esclava. El divertido personaje Desideria en la comedia de situación Quién soy yo entre 1987 y 1988.
Volvería a las telenovelas en 1994 en la exitosa superproducción de época Más allá del horizonte, telenovela argentina en la que comparte escena con grandes actores. Para 1996 actúa en la serie policial La noche y las telenovelas La rica Vicky, Leonela, muriendo de amor de 1997 e Isabella, mujer enamorada en 1999. Participó de la recordada telenovela Qué buena raza en 2002, la bioserie de Sarita Colonia en el año 2002 y en la novela Eva del Edén en el año 2004.
Su última participación en televisión fue en la serie Pide un milagro del año 2006.

## Trayectoria

### Teatro
- San Martín de Porras
- Ña-Catita
- Lluvia
- Reina por un día
- Matalache
- Papito piernas largas
- Doña Flor y sus dos maridos
- Ñaque o de Piojos y Actores
- Nos matamos

### Telenovelas
- El derecho de nacer (1962) —como mamá Dolores—
- Carmín (1984)
- Matalache (1986)
- Más allá del horizonte (1994)
- La noche (1996)
- La rica Vicky (1997)
- Leonela, muriendo de amor (1997)
- Isabella, mujer enamorada (1999)
- Qué buena raza (2002)
- Eva del Edén (2004)

### Cine
- Muerte de un magnate (1980)

### Series y comedias
- El disloque (1973-1974)
- La tuerca (1975-1976)
- La peña Ferrando (1979)
- Quién soy yo (1987-1988)
- Sarita Colonia (2002)
- Que buena raza(2002)
- Pide un milagro (2006)